# Чистоусов, Анатолий Иванович
Анато́лий Ива́нович Чистоу́сов (27 августа 1953, Киров, Кировская область — 14 февраля 1996, село Старый Ачхой, Чеченская Республика) — священник Русской православной церкви в 1994—1996 годах, настоятель Михаило-Архангельского храма города Грозного и благочинный православных церквей Чеченской Республики в 1995—1996 годах; майор
 запаса ВС РФ. 29 января 1996 года был похищен вместе с протоиереем Сергием Жигулиным ичкерийскими террористами и отправлен в лагерь для военнопленных в Старом Ачхое, где был расстрелян 14 февраля 1996 года при не выясненных до конца обстоятельствах. Информация о гибели стала известна общественности только 26 апреля 2000 года, когда ФСБ России передала Русской православной церкви захваченные документы из архива Департамента государственной безопасности ЧРИ, подтверждавшие смерть священника.

## Биография

### Происхождение и семья
Анатолий Иванович Чистоусов родился 27 августа 1953 года в Кирове. Известно, что в его роду были потомственные священники, а его мать и бабушка приходились родственниками отцу Серафиму Исупову из Серафимовской церкви. Супруга — Любовь Александровна, правнучка кировского православного священника (её дядя тоже был священником); училась в Кировском механико-технологическом институте. Двое детей — сын и дочь. Внучка — Анастасия, училась в Вятской православной гимназии.

### Ранние годы
Анатолий Чистоусов учился в Кировском механико-технологическом техникуме, позже поступил в Даугавпилсское высшее военное авиационное инженерное училище. Окончил военное училище по специальности «штурман ВВС» и педагогический институт, получив диплом историка. В 1980-е годы проходил службу курсовым воспитателем Ставропольского высшего военного училища лётчиков и штурманов ПВО. По словам отца Александра Фисуна, Чистоусов всегда «шёл на работу первым, а за зарплатой последним, и ещё была ежедневная потребность в молитве». Анатолий Иванович служил в транспортной авиации, проживал в Ставрополе, а также, по некоторым данным, работал дознавателем военной прокуратуры. Он дослужился до звания майора, а в 1993 году подал рапорт об увольнении из рядов ВС Российской Федерации. С его слов, уволиться из армии он хотел давно, но осуществить это решение в советское время для него было невозможно.
Со слов Любови Александровны, мать Анатолия Чистоусова зашивала ему в карман псалом «Живый в помощи», и он носил его при себе даже в военной одежде. Сам Анатолий Иванович в 1990 году стал прихожанином возвращённого Церкви Крестовоздвиженского храма города Ставрополя, в котором позже проходил алтарно-клиросное послушание. Желание стать священником у него появилось после встречи с отцом Александром Фисуном, который позже стал духовником Анатолия. В 1992 году он впервые встретился с митрополитом Ставропольским и Бакинским Гедеоном, которому рассказал о своей жизни и своём желании послужить Церкви в священном сане. Митрополит благословил его посещать богослужения в Крестовоздвиженском храме. Перед подачей рапорта об увольнении Чистоусов отправился к архимандриту Кириллу в Троице‑Сергиеву лавру, где после беседы старец благословил его принять священство.
После демобилизации Анатолий Иванович Чистоусов отправился к митрополиту Гедеону. 18 марта 1994 года Чистоусов был рукоположён Гедеоном в сан диакона, а 20 марта — в сан иерея. Перед рукоположением митрополит Гедеон спросил Анатолия Ивановича, готов ли тот будет отправиться «туда, где неспокойно, где стреляют, где опасно». Он ответил, что отправится туда, куда благословит его владыка, и что никакие земные обстоятельства его не отпугнут. 21 марта, на следующий день отец Анатолий был направлен в Чечню в распоряжение благочинного православных церквей Чеченской республики, коим был тогда отец Пётр Нецветаев, и начал служение в Михаило-Архангельском храме города Грозный. Анатолий Иванович выступал против использования силовых методов для разрешения чеченского конфликта и ввода российских войск в Чечню, а также неоднократно говорил, что «мир лучше войны».

### Настоятель храма в Грозном
В ходе Первой чеченской войны Михаило-Архангельский храм находился на особом контроле у коменданта аэропорта Северный. Он подвергался постоянным обстрелам: несколько разорвавшихся снарядов полностью разрушили второй этаж церковного дома. В связи с этим богослужения стали проводиться в специально оборудованном для этого хозяйственном помещении. В отца Анатолия неоднократно стреляли: его подрясник был прострелен в нескольких местах, однако батюшка продолжал крестить, исповедовать и причащать всех желающих, будь то взрослые или дети. Многие из чеченцев, укрывавшиеся в подвалах на время обстрелов, ходили за водой и приносили хлеб в церковь. Батюшка ухаживал и за тяжело больным настоятелем — протоиереем Петром Нецветаевым, благочинным церквей Чечни. Вскоре протоиерей Пётр Нецветаев по состоянию здоровья вынужден был покинуть город: он предложил уехать и отцу Анатолию, но последний отказался, заявив, что не может оставить своих прихожан. После отъезда Нецветаева единственным православным священником в городе остался именно Чистоусов, в связи с чем митрополит Гедеон решил назначить отца Анатолия настоятелем храма; отец Пётр в дальнейшем так и не вернулся в Грозный. 15 марта 1995 года отец Анатолий был назначен настоятелем Михаило-Архангельского храма города Грозного и благочинным православных церквей Чеченской республики.
Одним из свидетелей помощи прихожанам со стороны отца Анатолия была будущая писательница и документалист Полина Жеребцова, жившая в те годы в Грозном (при этом она не знала тогда имя священника). По свидетельствам Полины, в храме Михаила Архангела укрывались во время обстрелов и русские, и чеченцы; они же получали от священника запасы еды, воды и личные вещи. Чистоусов проявлял учтивость ко всем прихожанам и одинаково помогал всем жителям Грозного, не разделяя людей ни по вере, ни по национальности. Полина рассказывала, что однажды священник прогнал нескольких женщин, которые требовали прекратить раздавать продукты и воду лицам чеченского происхождения, и отчитал их публично. В январе 1995 года отец Анатолий даже обратился за помощью к мулле, поскольку в церкви иссякли запасы продуктов, и мулла без каких-либо сомнений оказал всю необходимую помощь отцу Анатолию. Отец Александр Фисун приводил воспоминания очевидцев о том, что всякий раз, когда отец Анатолий ходил за водой, держа в руках перед собой крест, в городе прекращалась стрельба.
По словам писателя и специального корреспондента газеты «Щит и меч» Виталия Носкова, в церкви крестились несколько тысяч военнослужащих российской армии. Известно, что отец Анатолий крестил нескольких чеченцев: один из них даже принял монашеский постриг и священный сан в Русской православной церкви. Был распространён слух: когда чеченцы первый раз предприняли покушение на Чистоусова, то один из новообращённых в православие заслонил отца Анатолия своим телом от пули. Игумен Варсонофий, настоятель храма Рождества Христова в станице Наурской Чеченской республики, рассказывал, что во время боёв за Грозный после окончания одной из литургий завязалась перестрелка: на выходе из храма была ранена в живот 60-летняя певчая по имени Любовь, которая пошла домой вопреки предупреждениям сестёр, укрывшихся за кирпичной оградой. Территория за церковью простреливалась чеченскими боевиками, в связи с чем выбраться из храма невредимым было практически невозможно. Отец Анатолий, узнав о раненой, вышел из храма к чеченцам, держа в руке белый лоскуток, которым размахивал как белым флагом, и призвал их прекратить огонь и дать возможность эвакуировать раненую. Чеченцы, услышав призыв священника, немедленно прекратили стрельбу, а женщину срочно эвакуировали, доставив окольными путями на автомобиле в больницу. Позже отец Анатолий рассказывал, что певчая выжила. Утверждалось, что у отца Анатолия не раз была возможность и даже благословение от митрополита покинуть Грозный, однако священник утверждал, что не боится боевиков и уезжать из города не собирается.
Во время штурма Грозного российскими войсками отец Анатолий пытался организовать гуманитарный коридор для вывода мирных жителей и эвакуации раненых. В январе 1995 года, согласно воспоминаниям некоего офицера ВДВ, приводимым ветераном чеченских войн Геннадием Алёхиным в журнале «Добродетель», отец Анатолий оказался в районе железнодорожного вокзала, где держали оборону российские солдаты и куда священника заставили прийти чеченцы. Находившийся там же депутат Государственной думы и правозащитник Сергей Ковалёв систематически выкрикивал в адрес солдат требования сложить оружие и сдаться в плен. Те не сдавались в плен, но и не открывали огонь, поскольку видели стоявшего рядом отца Анатолия. Чеченцы потребовали от священника сделать то же самое, что и Ковалёв, но тот отказался и лишь молча перекрестил солдат. По мнению журналиста Виталия Носкова, попавшего в плен отца Анатолия чеченцы могли казнить именно за этот эпизод; этой же точки зрения придерживалась и газета «Аргументы и факты» в 2009 году. При этом в адрес священника, который постоянно крестил, причащал и благословлял прихожан, угрозы со стороны ичкерийских боевиков поступали в течение всего периода его служения в храме.
В январе 1995 года отец Анатолий принял в храме российского военкора Игоря Ротаря и американского журналиста Юрия Зараховича: разговор журналистов с батюшкой проходил под гул разрывавшихся снарядов и свист пуль, а летом того же года именно Чистоусов крестил Игоря Ротаря в грозненском храме. Весной того же года в Грозный прилетел журналист Родион Морозов, который встретился с отцом Анатолием, увидев его впервые возле церкви вместе с прихожанами. По словам Морозова, дальнейшая трагическая судьба отца Анатолия повлияла на решение Родиона стать священником и бросить учёбу в МГУ, приняв имя Нектарий. Морозов рассказывал, что подарил отцу Анатолию книгу Сергея Нилуса «Великое в малом», а он подарил ему маленькую икону преподобного Серафима; описывая взгляд священника, в котором сочетались «удивительная, кроткая и светлая любовь и боль, этой любовью укрощенная и покоренная», Морозов назвал отца Анатолия «мучеником». Летом 1995 года отец Анатолий познакомился с отцом Сергием Жигулиным, с которым вскоре попал в плен: по словам отца Сергия, в основе бесстрашия и самоотверженности отца Анатолия лежали «безграничная любовь к людям, готовность в любых обстоятельствах делать для них добро».
В Ставрополь отец Анатолий неоднократно ездил для закупки свечей, церковных книг и прочих предметов, необходимых для прихода в Грозном. Ему приходилось ездить через линию фронта, и его автомобиль часто попадал под обстрелы. 5 октября 1995 года отец Анатолий прибыл в Ставрополь на епархиальный совет: по свидетельствам современников, он рассказывал о положении прихода и ситуации в Чечне, но ничего не говорил о себе. К тому моменту, согласно его докладу, был завершён ремонт церковного дома и открыта богадельня при храме на 10 человек. Он также провёл встречу с тогдашним главой Чечни Саламбеком Хаджиевым, обсудив с ним вопрос о строительстве нового храма в Грозном. На выступлении отец Анатолий сказал, что храм активно посещали офицеры и солдаты, приходившие с просьбой окрестить их. 12 декабря отец Анатолий направлялся в Ставрополь для участия в престольном празднике Кафедрального собора святого Апостола Андрея Первозванного. По дороге его автомобиль остановили вооружённые чеченцы, один из которых сел за руль. Внезапно в этот момент двигатель заглох, а машину завести так и не удалось. Чеченцы стали кричать на священника, оскорблять его и угрожать ему расправой, однако в итоге просто забрали всё, что было в автомобиле, в том числе сумку с деньгами (10 миллионов рублей), которые он вёз для нужд прихода. 13 декабря за Божественной литургией митрополит Ставропольский и Владикавказский Гедеон возложил на отца Анатолия камилавку — награду за героическое служение. 14 декабря епархиальный совет при Ставропольском епархиальном управлении на заседании принял обращение к Правительству РФ и правительствам республик Кавказа, упомянув в тексте обращения не только нападение на отца Анатолия, но и ещё несколько нападений боевиков на православных священников. Они осудили эти нападения и потребовали гарантировать безопасность священнослужителей на Кавказе.
Митрополит Гедеон, обсуждая с отцом Анатолием нападение чеченцев на его пути в Ставрополь и нападения на других православных священников из других регионов России, снова предложил священнику перевод из Грозного в Ставрополь, где находилась его семья. Отец Анатолий и в этот раз отказался покидать Грозный. Владыка признал это решение священника, но попросил его не рисковать и не выезжать за пределы города, а в случае опасности благословил покинуть город.

### Похищение
29 января 1996 года отец Анатолий Чистоусов отправился в посёлок Гехи для встречи с чеченским полевым командиром Доккой Махаевым. Вместе с отцом Анатолием в поездку отправился протоиерей Сергий Жигулин, посланник Патриарха Московского и всея Руси в Чечне и куратор православной гуманитарной миссии на Северном Кавказе. Отец Анатолий и отец Сергий должны были обсудить вопрос освобождения группы российских военнослужащих, взятых в плен и удерживавшихся в Урус-Мартане. Среди находившихся в плену был солдат срочной службы Борис Сорокин, родственники которого обратились к патриарху Алексию II за помощью в его освобождении, а Сергий Жигулин пытался выяснить судьбу находившегося в плену подполковника Фадеева. Перед встречей с Махаевым священники побеседовали с одним из лидеров чеченских сепаратистов, Ахмедом Закаевым, в его доме, пытаясь заручиться с его стороны поддержкой в вопросе освобождения пленных солдат. «Красный крест» выяснил, что срочник удерживался в Шатойском в плену у некоего полевого командира, подчинявшегося лично Закаеву. Мать солдата вылетела в начале января из Москвы, однако с ней последний сеанс связи был 10 января из Грозного, которая затем прервалась.
Беседа отца Анатолия и отца Сергия с Закаевым продлилась три с половиной часа в присутствии начальника президентской охраны Абу Арсунукаева и других людей, однако обе стороны разошлись во взглядах на оказание гуманитарной помощи. 28 января священники предприняли ещё одну встречу с Закаевым в Урус-Мартане, но под предлогом проблем со связью Закаев не смог дать какие-либо комментарии по поводу освобождения пленных. Переговоры с Махаевым об освобождении пленников прошли безрезультатно. В 10:30 священники покинули посёлок и отправились в Грозный, однако на выезде из Урус-Мартана им преградил дорогу автомобиль УАЗ, из которого выскочило несколько вооружённых боевиков, затолкавших Чистоусова и Жигулина в машину. Предполагается, что обоих увезли в селение Ермоловка: по словам отца Сергия, после захвата их продержали в каком-то доме около 20 минут неподалёку от Урус-Мартана. Самому отцу Сергию вывихнули при захвате руку: её священнику вылечил врач, содержавшийся в заложниках у чеченцев. Обоих затем перевезли в Гойское, поместив в тюрьму, находившуюся в здании разрушенного клуба, где содержались захваченные в заложники энергетики, ставропольские строители и многие другие люди. Утром 30 января обоих перевели в подвал школы Старого Ачхоя, где продержали несколько суток: в подвале находилось около 40 заключённых. Отец Сергий пробыл около двух недель в тюрьме, находясь в отдельной от отца Анатолия камере. Позже обоих перевезли в блиндаж в километре от школы.

### В плену
Отцы Анатолий и Сергий были размещены в крупнейшем в Чечне в лагере для пленных, располагавшемся в Старом Ачхое. Его начальником до конца марта 1996 года был Ахмед Дудаев, племянник Джохара Дудаева, которого затем сменил полковник департамента госбезопасности Ичкерии Мовлади Раисов. Все узники лагеря вынуждены были заниматься тяжёлой работой: их заставляли ходить за водой и заготавливать дрова, но при этом очень плохо кормили, а зимой работа становилась для узников особенно тяжкой. Для устрашения чеченцы постоянно повторяли пленным, что те никому не нужны и их никто не будет освобождать. Общее число заложников, содержавшихся в лагере, составляло около 100 человек. Многие из них погибли насильственной смертью либо во время бомбардировок федеральной авиацией, либо от рук чеченских конвоиров; немало узников умерли от голода (среди последних был Василий Гранковский, гендиректор АО «Гермес-Юг», восстанавливавший Грозненскую ТЭЦ-2).
Пленных священников допрашивал прокурор Чеченской Республики Ичкерия Магомед Джаниев, а в лагерь прибывала комиссия тогдашнего главы ЧРИ Зелимхана Яндарбиева. По словам отца Сергия, обоих священников обвиняли в шпионаже и сотрудничестве с федеральными спецслужбами, требуя от них признаться в этом и выдать своих «руководителей», а отцу Анатолию даже пытались инкриминировать то, что он командовал подразделением по штурму Президентского дворца. По мнению отца Сергия, поводом для этого были найденные водительские права Анатолия Чистоусова, на которых он был изображён в форме капитана ВВС. Документалист Полина Жеребцова не исключала, что на священника могли из мести «настучать» женщины, которых он в своё время публично отругал за то, что те требовали прекратить раздавать гуманитарную помощь чеченцам, но версию о шпионаже считала нелогичной и построенной исключительно на домыслах лиц, испытывавших неприязнь к русским как этносу. Обоих священников подвергали пыткам и избиениям: отцу Сергию сломали правую руку и несколько рёбер, а также били кнутом, держали на морозе и не давали ничего пить. От Чистоусова чеченцы требовали отречься от православия под угрозой смерти. В плену Чистоусов ослаб настолько, что на допросы его носил пленный мулла: по заявлению СМИ, чеченцы таким образом «унижали представителей двух великих религий». В то же время, согласно показаниям нескольких выживших в тюрьме пленников, во время пребывания под стражей отец Анатолий вёл себя мужественно и защищал пленных военнослужащих, а также мирил споривших сокамерников.
По словам отца Сергия, однажды вечером отец Анатолий предложил освятить тот хлеб, который им принесли охранники: после освящения батюшки разделили хлеб поровну, и каждый хранил его у себя как святыню. Отец Анатолий тогда сказал Сергию: «Ты освободишься, а я нет», а затем добавил: «Какое счастье умереть за Христа». По словам игумена Нектария, отец Анатолий говорил, что если будет убит в плену, то станет мучеником. Отец Сергий пытался переубедить Анатолия, сказав, что нужно просто продумать действия, чтобы выбраться из тюрьмы, однако Анатолий повторил ещё раз, что из них двоих на свободу выйдет только Сергий. Последнего освободили в начале июля 1996 года, обменяв его на Мусу Идигова, начальника охраны Джохара Дудаева. Обмен состоялся благодаря помощи правозащитника, майора ВС РФ Вячеслава Измайлова: переговоры он вёл с Раисовым, при котором условия обращения с пленниками стали намного лучше. Митрополит Гедеон сообщил об освобождении отца Сергия Жигулина 6 июля, по окончании всенощного бдения в Кафедральном соборе Ставрополя.
О судьбе отца Анатолия вместе с тем не было известно абсолютно ничего, но отец Сергий утверждал, что того уже не было в живых, и об этом свидетельствовали обрывки разговоров, которые он подслушал в лагере. Казбек Махашев, который освободил отца Сергия, позже приносил извинения за нанесённые в плену унижения и оскорбления. Именно отец Сергий предоставил основные сведения об обстоятельствах похищения его и отца Анатолия, а также часть информации об условиях пребывания в Старом Ачхое и обращении со стороны надзирателей. С его слов, прежде он считал, что «мы несправедливы по отношению к маленькому народу», но после сообщений о нападении на отца Анатолия изменил своё мнение о событиях в Чечне, а пребывание в плену ещё больше убедило его в необходимости пересмотра не только его взгляда на эти события, но и отношения общественности к этому.

## Убийство
Согласно документам Департамента государственной безопасности ЧРИ, отец Анатолий Чистоусов был расстрелян 14 февраля 1996 года. Несколько пленных, выживших в тюрьме в Ачхой-Мартане, рассказывали, что в день гибели отец Анатолий заступился за солдата срочной службы по имени Александр, которого избивали чеченцы (было известно, что Александр был призван из Подмосковья, а его отец был военнослужащим). Чеченцы воспользовались этим поводом и сначала убили отца Анатолия, а затем и военнослужащего. Тела погибших были брошены в яму глубиной чуть более полуметра и шириной около 1,5 м. На теле убитого было найдено 22 ранения. Основная версия убийства Анатолия Ивановича Чистоусова сводилась к тому, что чеченцы подозревали его в работе на российские спецслужбы, о чём был составлен соответствующий акт. Акт датировался 14 февраля 1996 года, был составлен в крепости Старый Ачхой и подписан комиссаром Службы безопасности при президенте ЧРИ А. Жаниевым, командиром группы захвата Службы безопасности М. Сосуркаевым, сотрудником при Службе безопасности И. Жалаевым и военным прокурором ЧРИ Н. Мжалиевым.
Сотрудники российской военной контрразведки полагали, что чеченской контрразведке удалось отыскать факт работы отца Анатолия дознавателем военной прокуратуры. Чеченцы подвергали Чистоусова особо жестоким пыткам, требуя от него признаться в сотрудничестве с ФСБ, но, ничего не добившись, расстреляли его. В разных источниках приводились другие версии гибели отца Анатолия: так, согласно показаниям нескольких узников лагеря в Старом Ачхое, один из чеченцев якобы направил на священника оружие, чтобы припугнуть, но по чистой случайности выстрелил в пленника. Политолог Алиция Цуранович полагает, что Чистоусов был казнён за отказ отречься от православия. Руководитель Департамента государственной безопасности ЧРИ Абу Мовсаев в 1997 году утверждал, что отец Анатолий Чистоусов якобы погиб в марте 1996 года в районе Бамута, в момент бомбардировки российской авиацией тех мест, где содержались военнопленные, но заявил, что на тот момент он не мог указать конкретное место захоронения.

## Установление факта гибели
С момента похищения отца Анатолия его розысками занимались и российские спецслужбы, и Московская патриархия. Узнав о похищении священников чеченцами, митрополит Гедеон сообщил о случившемся в телеграмме патриарху Московскому и всея Руси Алексию II. 30 января 1996 года была образована епархиальная комиссия для ведения переговоров об освобождении священников, а СМИ занялись оказанием посильной помощи в поисках священников. Патриарх Московский и всея Руси Алексий II обращался к мусульманскому духовенству с просьбой помочь в освобождении отца Анатолия, однако никаких сведений о его судьбе не поступало. В газетах печатались не только обращения Алексия II, но и главы Отдела внешних церковных сношений, митрополита Смоленского и Калининградского Кирилла. Когда у Ставропольской епархии РПЦ появились основания считать, что отец Анатолий погиб, они обратились к чеченцам вернуть хотя бы прах священника для христианского погребения, но их просьба так и не были исполнена. Обращения поступали к муфтиям кавказских республик, главе Чеченской Республики Доку Завгаеву и командующему группировкой российских войск в Чечне генералу Вячеславу Тихомирову. 12 февраля митрополит Гедеон официально заявил, что епархиальная комиссия, несмотря на все усилия, не смогла убедить Дудаева освободить захваченных в заложники священников. 15 февраля в день Рамадана митрополит обратился в поздравительных телеграммах к Верховному муфтию России Талгату Таджуддину и председателю Высшего религиозного совета народов Кавказа Шейху Уль-Исламу Паша-Заде с просьбой оказать помощь в освобождении священников; аналогичные телеграммы он направил главным муфтиям всех кавказских республик, однако ответов на них не было получено. В связи с похищением отца Анатолия настоятелем Михаило-Архангельского храма 20 февраля был назначен отец Владимир Леонов, прибывший в начале 1996 года в Грозный, однако в начале марта стало известно об отъезде отца Владимира из города в связи с тем, что боевики приговорили его к смерти за помощь российским солдатам; помещение временно оборудованного храма тоже было разрушено.
24 апреля отец Игорь Колесников, направленный для несения пастырского послушания в Грозный, заявил епархиальному управлению в Ставрополье, что получил от военной комендатуры сообщения о судьбе заложников: отец Анатолий был расстрелян, а отец Сергий лишился рассудка и был доведён до крайнего состояния. Тем не менее поиски отца Анатолия и отца Сергия было решено продолжить. Любовь Александровна, супруга Анатолия Ивановича, ездила на его поиски в Чечню несколько раз. Однажды ей посоветовали обратиться напрямую в Департамент государственной безопасности ЧРИ, однако охрана не пустила её в здание под предлогом «неприёмного дня», предложив прийти на следующий день. Любовь так и не рискнула снова туда идти, а после того, как прочитала в газетах материалы о преступлениях сотрудников департамента, решила, что ей тогда очень повезло, что её не пустили. Она обращалась за помощью и к Ахмату Кадырову, который ограничился обещаниями оказать посильную помощь в поисках. В Грозном она общалась с отцом Василием, с которым когда-то подружился отец Анатолий: на вопрос о судьбе последнего отец Василий ответил, что Анатолий жив и за него надо просто молиться. Через несколько лет от матушки Маргариты Любовь Александровна узнала: отец Василий не хотел ей говорить правду о том, что отца Анатолия не было в живых, иначе бы она этого не перенесла. По распоряжению митрополита Гедеона матушке Любови, супруге отца Анатолия, выплачивались все необходимые денежные пособия и оказывалась помощь продуктами питания, одеждой и обувью; поддержку ей оказывал секретарь митрополита протоиерей Павел Самойленко. 8 июля сотрудник краевой администрации С. И. Попов сообщил митрополиту Гедеону, что отец Анатолий скончался от побоев, о чём свидетельствовали документы, и отметил, что сведения достоверны на 99%. Однако владыка призвал продолжать поиски, подчеркнув, что оставалась вероятность 1% того, что отец Анатолий жив. Несмотря на поступление всё большего количества заявлений о смерти отца Анатолия, его поиски продолжались усилиями разных организаций.
Судьба отца Анатолия окончательно прояснилась только после того, как 26 апреля 2000 года Федеральная служба безопасности Российской Федерации передала председателю отдела внешних церковных сношений Московской патриархии, митрополиту Смоленскому и Калининградскому Кириллу (Гундяеву), часть документов из архива департамента государственной безопасности Ичкерии. Именно в этих документах приводились подробности обстоятельств гибели отца Анатолия: смерть была запротоколирована актом от 14 февраля 1996 года, а к акту была приложена фотография трупа. На фотографии было изображено тело священника, завёрнутое в одеяло в кровавых пятнах и лежавшее неглубоко в земле: было известно, что над могилкой священника боевики сделали чистилку для обуви. Благодаря фотографии удалось провести обряд похорон отца Анатолия, несмотря на то, что к тому моменту его тело не было найдено: в Андреевском кафедральном соборе города Ставрополя патриархом Московским и всея Руси Алексием II был совершён общий чин погребения Анатолия Ивановича Чистоусова и Петра Петровича Сухоносова, который тоже попал в плен к чеченцам и был убит в 1999 году. Русская православная церковь в день передачи документов выступила с заявлением о том, что она скорбит о «безвременной кончине священника Анатолия Чистоусова, до конца достойно исполнявшего свой пастырский долг в труднейших обстоятельствах и запечатлевшего верность Христу до самой смерти».

## Расследование и поиски тела
Изначально предполагалось, что священников могли похитить люди Ахмеда Закаева, контролировавшего Урус-Мартан, но тот опроверг свою причастность к похищению и даже предложил оказать помощь в поисках священника. Однако Генеральная прокуратура Российской Федерации называла Закаева организатором похищения отца Анатолия и отца Сергия: по данным прокуратуры, сообщниками Закаева в похищении священников были Зелимхан Яндарбиев и некто Джаниев. В 2002 году газета «КоммерсантЪ» заявила, что показания выжившего в лагере протоиерея Сергия Жигулина могли бы убедить Данию, где тогда скрывался Закаев, принять решение об экстрадиции Закаева в Россию. Сам отец Сергий, принявший 4 (17) августа 1996 года монашеский постриг с наречением по имени Филипп, утверждал, что среди похитителей действительно были несколько человек из охраны Закаева, но при этом не был уверен, что похищение организовал именно Закаев. Упомянутые в обвинении Джаниев, Дудаев и Махаев были убиты в ходе боевых действий, а Яндарбиев скрылся в Катаре. Майор Измайлов утверждал, что Закаев не имел никакого отношения к похищению священников или солдат, за судьбу которых беспокоились отец Анатолий и отец Сергий.
6 мая 1996 года в полутора километрах от посёлка Алхасты Сунженского района Ингушетии в траншее, выкопанной экскаватором, был найден труп мужчины с проломленным черепом. Ряд СМИ сделали первые заявления о возможной принадлежности трупа именно Анатолию Чистоусову. В Ингушетию была направлена комиссия для опознания, куда вошли благочинный церквей Чечни протоиерей Пётр Сухоносов, благочинный церквей Северной Осетии игумен Антоний (Данилов) и настоятель Крестовоздвиженского храма Кисловодска священник Борис Устименко. 9 мая по результатам экспертизы было установлено, что тело не принадлежало отцу Анатолию, о чём были оповещены и пресса, и Отдел внешних церковных сношений РПЦ. 24 июня 1997 года ставропольская пресса со ссылкой на ИТАР-ТАСС сообщила об установлении места захоронения отца Анатолия Чистоусова: по данным главы МВД ЧРИ Казбека Махашева, могила отца Анатолия находилась неподалёку от Ачхой-Мартана. Сообщалось, что останки планировалось эксгумировать в августе 1997 года и передать их представителям Ставропольской епархии, родным и близким погибшего священника. Издание «Метафрасис» сообщало, что тело отца Анатолия уже якобы находилось в Ростове-на-Дону в лаборатории по опознанию тел. Однако в телефонном разговоре с секретарём епархиального управления отцом Павлом Самойленко Махашев опроверг сообщение о каком-либо заявлении на тему найденных останков и заявил, что отец Анатолий погиб в результате бомбёжки недалеко от Бамута. В том же году «Независимая газета» заявила, что якобы вышла на некоего человека, который знал, где именно был захоронен отец Анатолий. В обмен на тело священника чеченцы сначала потребовали от «Независимой газеты» передать им 1500 пленных, а затем сказали, что готовы обменять тело Чистоусова на некоего Шамсу Масудовича Магомадова, задержанного 6 января 1995 года в Грозном, этапированного в Ставрополь, Моздок и Челябинск, осуждённого на 14 лет по статье 64 УК РФ.
8 февраля 1999 года Северо-Кавказское РУБОП при ГУБОП МВД России официально заявило: по имевшейся на тот момент информации, заказчиком похищения отца Анатолия Чистоусова и отца Сергия Жигулина был именно Ахмед Закаев, и именно по его указанию был расстрелян отец Анатолий. В качестве места захоронения тела указывалась западная окраина посёлка Красноармейский Урус-Мартановского района Чечни. В апреле 2001 года газета «КоммерсантЪ» сообщила, что недалеко от селения Старый Ачхой были обнаружены останки, которые, возможно, могли принадлежать именно Анатолию Чистоусову: могила находилась на заминированном футбольном поле возле одной из местных школ. Для разминирования поля пришлось вызывать сапёров, и только после разминирования криминалисты смогли добраться до захоронения. В случае, если экспертиза подтвердила бы принадлежность останков отцу Анатолию, их планировалось передать Ставропольской епархии.
В июне 2003 года возле Старого Ачхоя была проведена эксгумация останков двух человек. Руководитель миротворческой миссии имени Александр Мукомолов, участвовавший в эксгумации, сообщил, что тела принадлежали солдату и православному священнику: в частности, на одном из эксгумированных тел сохранились лента от нательного крестика и церковный пояс. Эксперты, осматривая череп одного из убитых, обнаружили, что его прострелили сверху: было обнаружено входное отверстие, оставленное пулей, но не было выходного. Было установлено, что погибшему был нанесён в лицо удар мощной силы, в результате которого были переломаны все кости. Мукомолов заявил, что одно из найденных тел принадлежало именно Анатолию Чистоусову; некоторые из местных жителей утверждали, что тоже видели Чистоусова и что его убили не то киркой, не то лопатой. Останки погибших были направлены в Пятигорск, откуда их должны были отправить на идентификацию в 124-ю лабораторию Министерства обороны (военно-криминалистическую лабораторию в Ростове-на-Дону) 20 июня. Предполагалось, что результаты экспертизы могли бы помочь прояснить судьбу как минимум 300 граждан России, числившихся пропавшими без вести в те годы. В случае, если экспертиза ДНК подтвердила бы принадлежность останков погибшему Чистоусову, её результаты планировалось направить в Лондон британской прокуратуре в канун возобновления процесса об экстрадиции Ахмеда Закаева в Россию. Однако 28 июля эксперты медико-криминалистической лаборатории Министерства обороны в Ростове-на-Дону сообщили, что найденные останки не принадлежали Чистоусову, но подлежали дальнейшей идентификации.
Отдельными источниками утверждается, что останки отца Анатолия были всё же найдены и захоронены в Ставрополе около часовни на городском кладбище, причём они покоятся рядом с останками другого православного священника — отца Петра Сухоносова, тоже замученного в плену исламскими экстремистами. Однако Любовь Александровна, супруга Анатолия Ивановича, в интервью изданию «Вятский край» за 2021 год утверждает, что тело до сих пор не обнаружено. В 2014 году Верховный суд Чеченской Республики приговорил к 20 годам лишения свободы Зилаудина Бисултанова, который был признан виновным в массовых расправах над российскими солдатами во время Первой чеченской войны: было установлено, что он участвовал в казни 16 военнослужащих, трое из которых были убиты им собственноручно. Братскую могилу с останками военнослужащих обнаружили в феврале 2002 года. Суд установил, что Бисултанов был заместителем начальника лагеря, в котором содержался и был расстрелян отец Анатолий Чистоусов.

## Память
Игумен Нектарий (Морозов) называл отца Анатолия «пастырем, готовым положить душу за овец», характеризуя таким образом его заботу о прихожанах и готовность защищать их любой ценой. Протоиерей Александр Шаргунов называл его смерть в плену мученической, а в Ставропольском крае отца Анатолия многие стали называть новомучеником, хотя Любовь Александровна говорила, что не слышала ничего о возможной канонизации отца Анатолия и что к ней не обращались с подобными вопросами. В 2003 году была проведена благотворительная акция по сбору средств в помощь семье Анатолия Ивановича: в течение двух с половиной месяцев было собрано 116 тысяч рублей, переданные 25 августа Любови Александровне.
Долгое время на ставропольском кладбище стоял простой деревянный крест с именем почившего священнослужителя. 14 февраля 2006 года, в годовщину 10-летия со дня трагической гибели отца Анатолия, в Ставрополе по инициативе переселенцев из Грозного вместо деревянного креста был установлен памятник в виде мраморного креста. В 2021 году в Кирове имя священника было увековечено на установленной в его память мемориальной доске.
Об отце Анатолии Чистоусове сняты документальные фильмы «Когда умереть — счастье» Елены Кочановой, «Миротворцы» и «Живи и веруй» Сергея Роженцева.

## Комментарии
1. ↑  По другим данным, приводимым Виталием Носковым, Чистоусов стал диаконом 16 марта, в священники рукоположен 19 марта, а отправлен в Грозный 20 марта[7].
2. ↑  По другим данным, все богослужения и церковные обряды проводились в крестильне — единственном сохранившемся помещении храма[11].
3. ↑  По другим данным, это произошло 11 декабря[3].
4. ↑  По другим данным, переговоры проходили в Урус-Мартане[1].
5. ↑  Журналы «Русский дом» и «Коммерсантъ-Власть» приводят другой вариант цитаты: «Слушай, брат, ведь это счастье — пострадать за Христа, умереть с Его именем на устах»[8][13]. Ставропольская епархия приводит эту цитату в сокращённом виде без обращения «слушай, брат»[26]. Анна Ширяева приводит в газете «Спецназ России» цитату в следующем виде: «Представляешь, отче, как хорошо за Христа умереть… Я не выйду отсюда, а ты выйдешь»[5].
6. ↑  В 1995 году в России продолжал действовать Уголовный кодекс РСФСР 1960 года, в котором под номером 64 была статья Измена родине.